# Ullersdorfer Dorfwasser

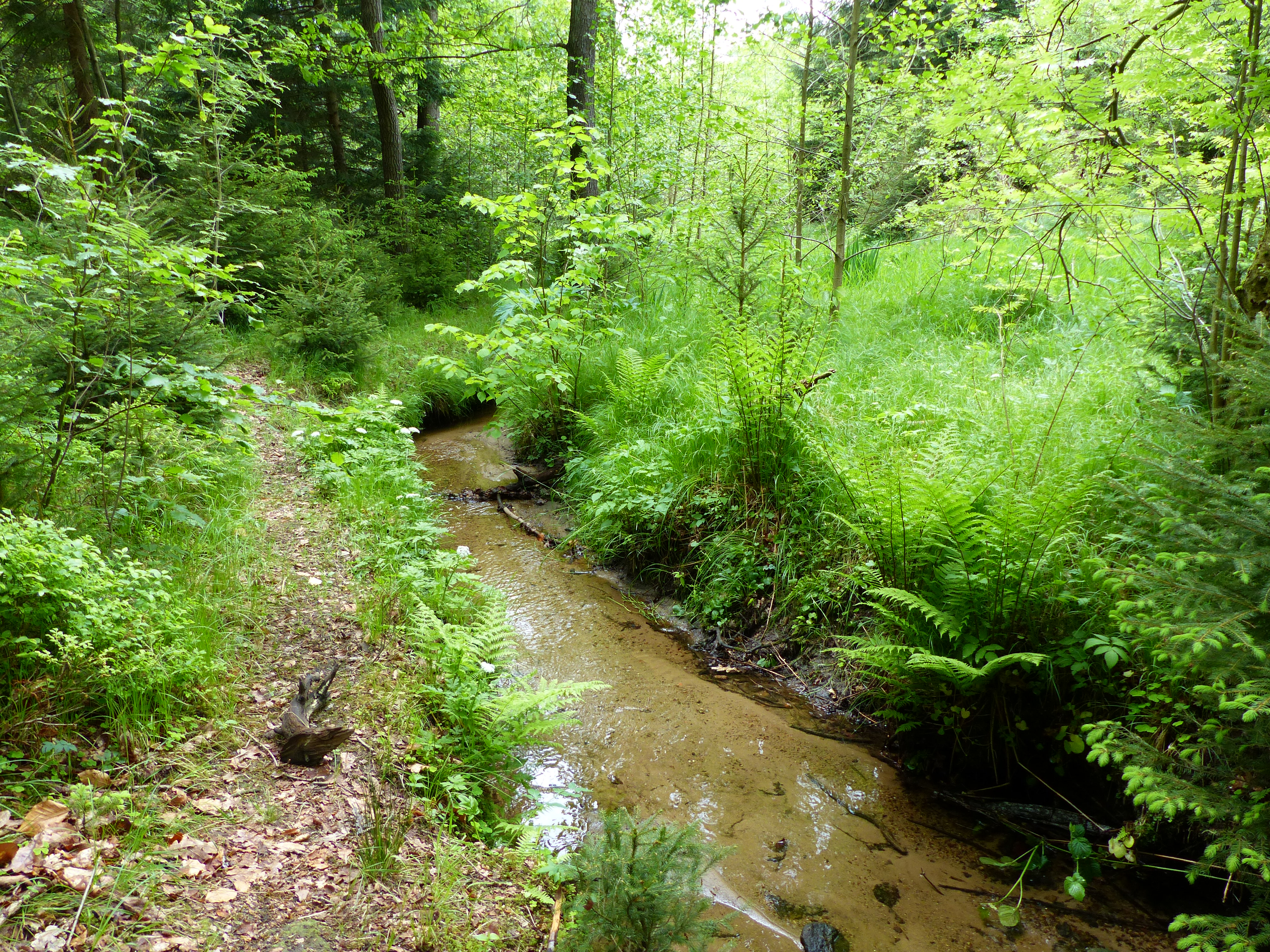
Waldlandschaft im Flächennaturdenkmal Ullersdorfer Dorfwasser

Das Ullersdorfer Dorfwasser ist ein seit 1985 ausgewiesenes Flächennaturdenkmal (ND 3) in der Dresdner Heide. Es erstreckt sich auf einem knapp 500 Meter langen Abschnitt auf 5 Hektar beidseits am Unterlauf des Dorfwassers. Grund für die Unterschutzstellung durch den Rat der Stadt Dresden war die „Quell- und Bachflurflora mit submontanem Einschlag“.

## Geographie

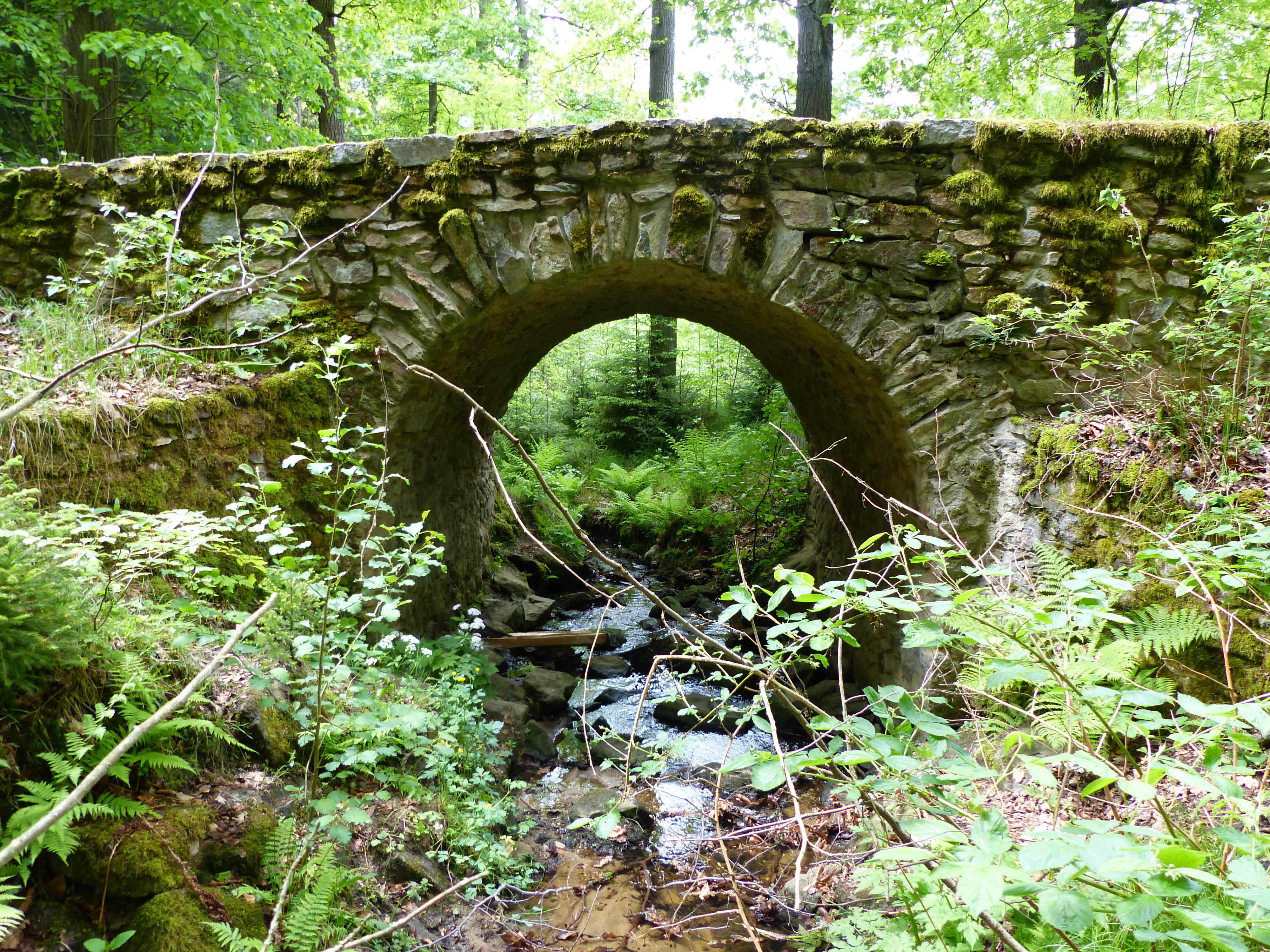
Kulturdenkmal Hohe Brücke mit dem Nachtflügel über das Dorfwasser im Flächennaturdenkmal Ullersdorfer Dorfwasser

Das Denkmalgebiet befindet sich nordöstlich des Stadtzentrums der sächsischen Landeshauptstadt Dresden im südwestlichen Teil des Landschaftsschutzgebiets (LSG) Dresdner Heide. Der Standort befindet sich entlang des aus Ullersdorf kommenden Dorfwassers, östlich der Kreuzung des Flügels A und der Schneise 6. Die breiteste Stelle des geschützten Bereichs misst etwa 170 Meter.
Im 1985 ausgefertigten Beschluss des Rats der Stadt Dresden wird die Lage als westlich des Nachtflügelweges angegeben, was sich so auch im 2014 aktualisierten Umweltatlas der Stadt wiederfindet. Im Dresdner Themenstadtplan ist das Schutzgebiet beidseits des Nachtflügels zwischen den Schneisen 5 (im Osten) und 6 (im Westen) eingezeichnet. Die Hohe Brücke, über die der Nachtflügel das Dorfwasser quert, ist als technisches Denkmal und somit als Kulturdenkmal geschützt.
In diesem Schutzbereich einer „Quell- und Bachflurflora mit submontanem Einschlag“ ist der in Ostdeutschland wenig verbreitete Berg-Ehrenpreis (Veronica montana) als botanische Seltenheit nachgewiesen.
Beim Staatsbetrieb Sachsenforst gehört dieser Standort im Forstbezirk Dresden zum Revier Ullersdorf, Forstabteilung 9. Im Rahmen der Waldpädagogik sind die Mitglieder der Jugendfeuerwehren Radeberg und Ullersdorf im Flächennaturdenkmal aktiv, so wurden im Jahr 2007 dort Rot-Erlen gepflanzt.